# Hirtella juruensis
Hirtella juruensis är en tvåhjärtbladig växtart som beskrevs av Pilg.. Hirtella juruensis ingår i släktet Hirtella och familjen Chrysobalanaceae. Inga underarter finns listade i Catalogue of Life.